# 高雄市立楠梓足球場

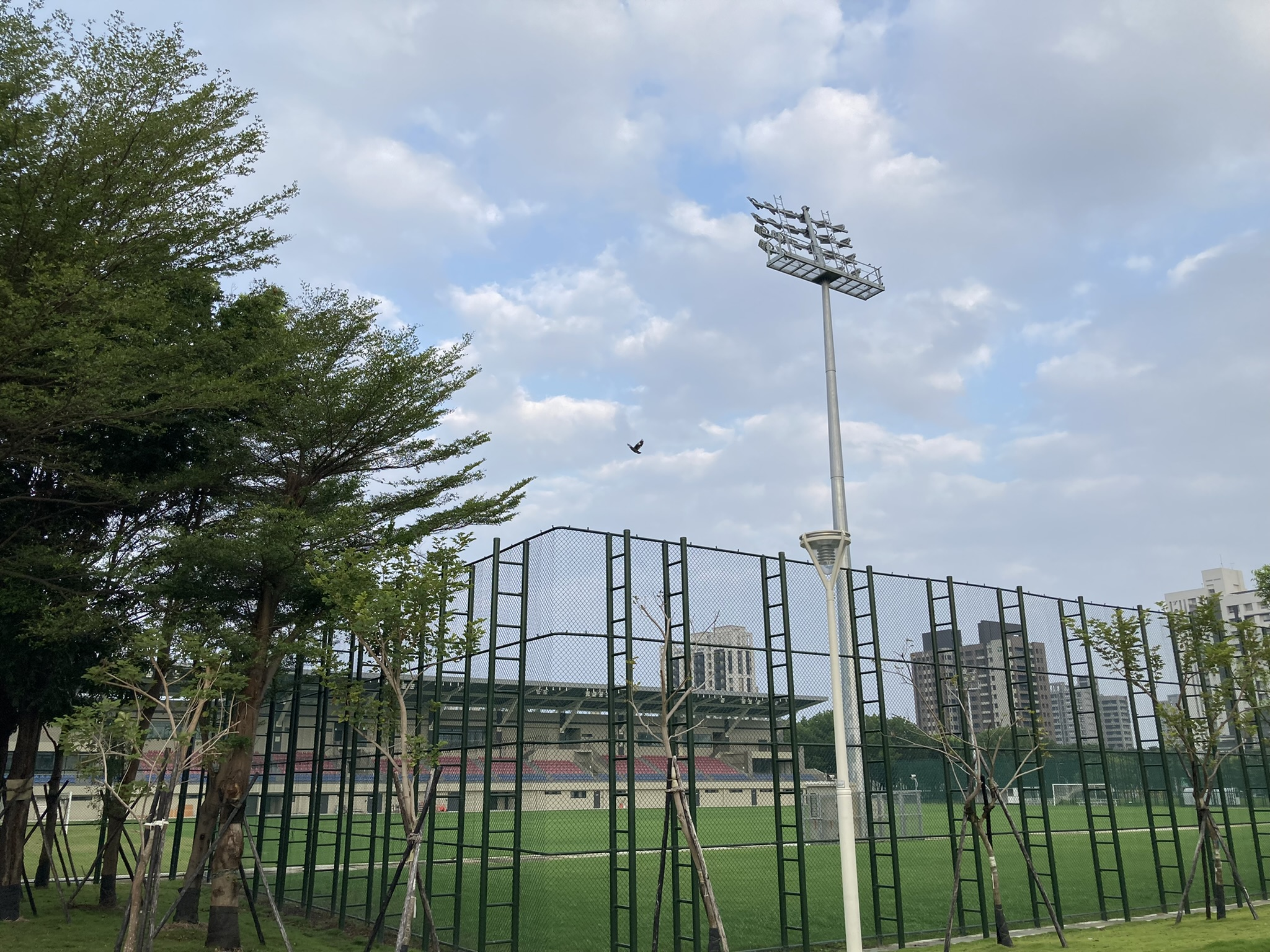
楠梓足球場

高雄市立楠梓足球場（Kaohsiung Nanzih Football Stadium）是位於中華民國高雄市楠梓區的足球場，球場設置11人制人工草坪及天然草皮足球場各一，還有一座可容納1,200名觀眾的主建築物，另可增闢3,000席臨時觀眾席 。球場委外由柏文健康事業股份有限公司營運，並由西班牙足球甲級聯賽足球學校（LaLiga Football Schools）為教育部體育署配合行政院推動《前瞻基礎建設計畫》，興建6座區域足球運動發展中心之一。工程於2020年5月7日動土，於2022年11月12日啟用。

## 交通資訊

### 公共自行車
- 高雄市公共自行車租賃系統：
  - 楠梓文中足球場：高雄大學路/大學十街(東南側)

## 外部連結
- 高雄市立楠梓足球場的Facebook專頁